# کارلوس پاپولیاس
کارلوس پاپولیاس (به یونانی: Κάρολος Παπούλιας) (زاده ۴ ژوئن ۱۹۲۹ – درگذشته ۲۶ دسامبر ۲۰۲۱) ششمین رئیس‌جمهور کشور یونان بود که در دو دوره پنج ساله از سال ۲۰۰۵ تا مارس ۲۰۱۵ رئیس‌جمهور این کشور بود.
پاپولیاس یکی از همکاران نزدیک به آندرئاس پاپاندرئو بنیان‌گذار حزب سوسیالیست بوده است. پاپولیاس که از چهره‌های قدیمی و باتجربه حزب سوسیالیست (پاسوک) بود و در دو دهه اخیر به یک چهره متعادل حزبی و البته گاهی منتقد رهبری حزب خود نام گرفته بود.
پاپولیاس در رابطه با پیوستن ترکیه به اتحادیه اروپا در مقایسه با تعدادی از مقامات این کشور مواضع تندتری داشت.

## پیشینه
کارلوس پاپولیاس در سال ۱۹۲۹ در یوآنینا یونان زاده شد. وی دانش‌آموخته رشته حقوق دانشگاه آتن بوده و دارای دکترای حقوق از دانشگاه مونیخ و کلن بود. وی در سال‌های ۱۹۸۱ الی ۱۹۸۴ قائم مقام وزارت خارجه، در سال‌های ۱۹۸۹ الی ۱۹۹۰ قائم مقام وزارت دفاع و در سال‌های ۱۹۸۹–۱۹۸۵ و ۱۹۹۴ الی ۱۹۹۶ وزیر خارجه یونان بوده است. وی همچنین در سال ۱۹۹۵ عضو کمیته اجرایی حزب پاسوک بوده و از سال ۱۹۷۷ الی ابتدای ۲۰۰۴ در پارلمان یونان حضور داشته است.
کارلوس پاپولیاس در سال ۲۰۰۵ با کسب ۲۷۹ رأی از ۳۰۰ نماینده پارلمان یونان (کاندیدای مشترک دو حزب عمده یونان - پاسوک و نئودموکراسی) برای یک دوره ۵ ساله به ریاست جمهوری انتخاب گردید. پس از پایان دوره ۵ ساله ریاست جمهوری نیز کارولوس پاپولیاس رئیس‌جمهور یونان، پیشنهاد رهبران احزاب در خصوص ادامه مسئولیت خود به مدت ۵ سال دیگر در مقام ریاست جمهوری را پذیرفت و در ۱۳ مارس ۲۰۱۵ دوره پنج ساله دوم ریاست جمهوری او نیز پایان یافت و پس از او در ۱۳ مارس ۲۰۱۵ در مجلس یونان، پروکوپیس پاولوپولوس به عنوان هفتمین رئیس‌جمهور یونان برگزیده شد.

## زندگی‌شخصی

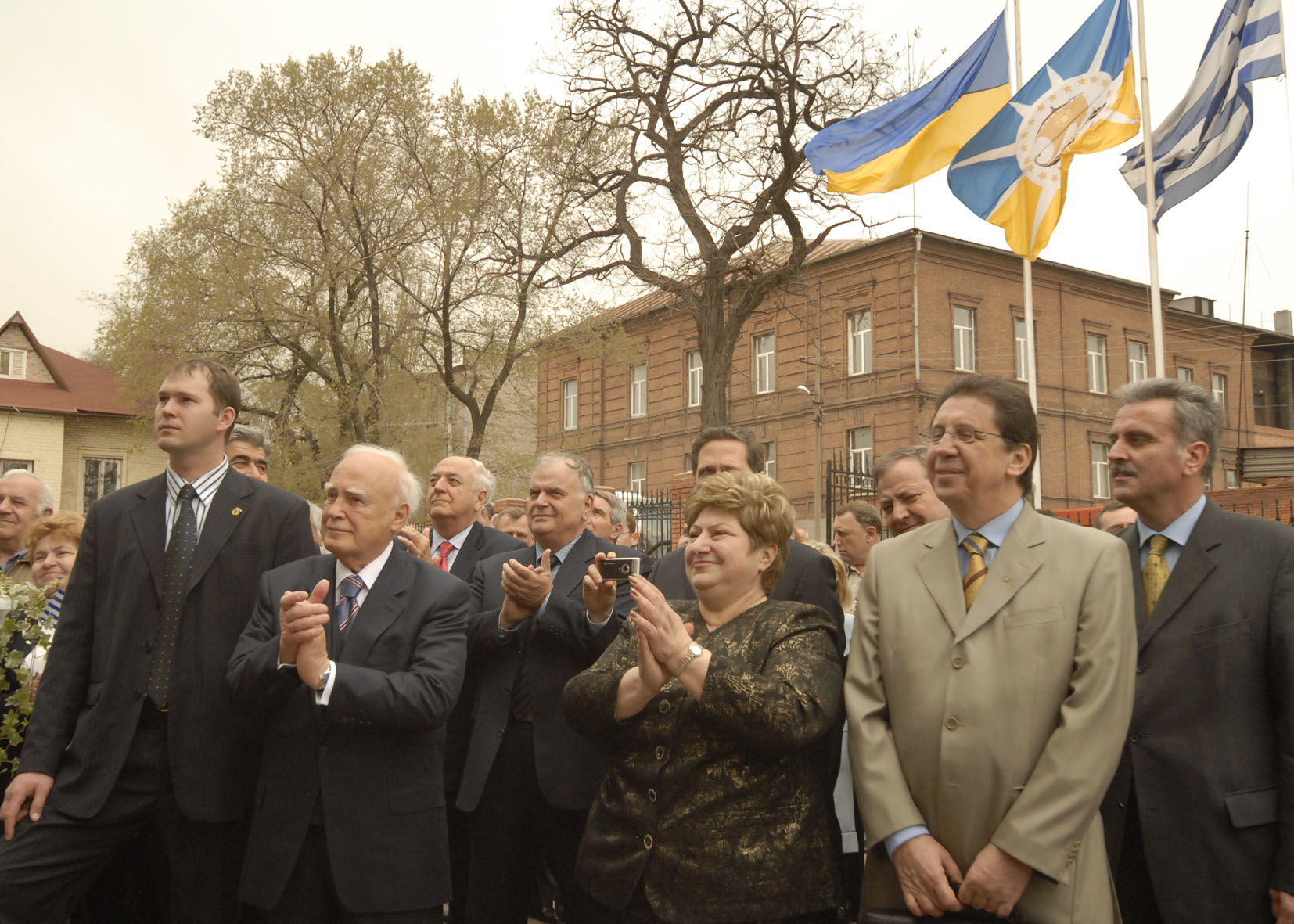
کارولوس پاپولیاس ماریوپول ۲۰۰۸

پاپولیاس با مری پانو ازدواج کرد و صاحب سه دختر شد. او در ۲۶ دسامبر ۲۰۲۱ در سن ۹۲ سالگی در آتن درگذشت.